# نظرية الاختيار العقلاني
نظرية الاختيار العقلاني والمعروفة أيضا باسم نظرية الاختيار أو نظرية العمل العقلاني هي منهج لفهم المقاصد والوسائل، وإن كان التركيز فيها على الوسائل وتفترض التسليم بالمقاصد كثوابت، كما تفترض مواجهة الفرد لمحددات فيزيائية واقتصادية ومنطقية. تحاول هذه النظرية أن تبين الطريقة التي نختار بها أفضل الوسائل (الأفعال) لتحقيق المقاصد، والمعايير التي نفاضل بها بين الخيارات المتاحة لنا من الأفعال في إطار المحددات المختلفة التي تجابه الشخص. وهي كنظرية وصفية تحاول أن تجد تفسيراً للأفعال التي تقع من الأفراد وتتبين ما إذا كانت أفعالاً عقلانية، أي هي الخيار الأفضل للشخص الذي قام بها لتحقيق أهدافه التي قصدها.
ولهذه النظرية تطبيقات واسعة في مجال الاقتصاد، وكذلك في مجال العلوم السياسية لا سيما نظرية الاختيار العام، وكذلك في علم النفس وعلم الاجتماع. وللنظرية أيضاً أوجه قصورها، وهناك نقد كثيف وجه إليها، إلا أنها رغم ذلك تظل الآن الأمل الذي يتعلق به علماء العلوم الاجتماعية الغربيون في توحيد القاعدة النظرية لجميع العلوم الاجتماعية.

## نظرة عامة
يتمحور الافتراض الأساسي لنظرية الاختيار العقلاني حول فكرة مفادها أن القرارات التي تتخذها الجهات الفردية تُنتج، إجمالًا، سلوكًا اجتماعيًا متراكمًا. تفترض النظرية أيضًا أن تفضيل الأفراد قد يكون مختلفًا تمامًا عن خيارات البدائل المتاحة، ويُفترض أنّ تلك التفضيلات كاملة ومتعدية. يشير كمال تلك الخيارات إلى قدرة الفرد على التعبير عن الخيارات التي يفضّلها (أي أن الفرد يفضّل الخيار أ على الخيار ب، أو يفضّل الخيار ب على الخيار أ، أو لا يفضّل أيًا من الخيارين). في المقابل، يشير التعدّي إلى تفضيل الفرد الخيارَ أ على الخيار ب، في حين يفضّل الخيار ب على الخيار ج بصورة ضعيفة، ما يؤدي إلى نتيجة مفادها أن الفرد يفضّل الخيار أ على الخيار ج بصورة ضعيفة أيضًا. في هذه الحالة، يجري الفرد (العميل) العقلاني تحليل مردود التكلفة مستخدمًا مجموعة من المعايير لتحديد أفضل خيار مناسب من وجهة نظره الشخصية.
تُعد العقلانية الأداتية إحدى نسخ العقلانية، وتدور حول تحقيق الهدف باستخدام الطرائق الأقل تكلفة من دون التأثير سلبيًا على قيمة الهدف. يشدّد دنكان سنيدَل على حقيقة مفادها أن الأهداف ليست مقيّدة بالشأن الذاتي أو المصالح الشخصية أو المادية، بل تشمل أهدافًا متعلّقة بشؤون الآخرين أو أهدافًا لمصلحة الغير، أو أهدافًا معيارية أو افتكاريّة.
لا تدّعي نظرية الاختيار العقلاني قدرتها على وصف عملية الاختيار، لكنها تساعد على التنبؤ بالنتيجة ونمط الاختيار. لذا يُفترض أن الفرد يسعى إلى منفعته الذاتية، أو الإنسان الاقتصادي مثلما يُطلق عليه. في هذه الحالة، يتخذ الفرد قراره بهدف تعظيم الفائدة الشخصية عبر الموازنة بين التكلفة والفائدة. لا يدّعي أنصار هذه النماذج، خصوصًا مَنْ ترتبط أسماؤهم بمدرسة شيكاغو للاقتصاد، أن الافتراضات الناتجة هي وصف دقيق للواقع، بل مجرد افتراضات تساعد على إعداد فرضيات واضحةٍ وقابلةٍ للتفنيد. لذا تُعد الاختبارات التجريبية الطريقة الوحيدة للحكم على نجاح تلك الفرضيات. ففي مثال من ميلتون فريدمان، إذا فسّرت نظريةٌ ما سلوك أوراق الأشجار بطريقة عقلانية، واجتازت الاختبار التجريبي، فتكون حينها نظرية ناجحة.
يستحيل اختبار الافتراض العقلاني تجريبيًا أو نقضه من دون تعبير الفرد صراحة عن أهدافه أو تفضيلاته. في المقابل، تُعدّ التكهنات التي توفرها نسخة مخصصة من النظرية أشياءً قابلة للاختبار. ففي السنوات الماضية مثلًا، تعرّضت النسخة السائدة من نظرية الاختيار العقلاني، وهي فرضية المنفعة المتوقعة، للطعن في صحتها على يد النتائج التجريبية للاقتصاد السلوكي. يتعلّم الاقتصاديون من مجالات أخرى، مثل علم النفس، لإثراء نظريات الاختيار المتاحة والتعرّف على عملية صنع القرار البشري بصورة أدق. فعلى سبيل المثال، حاز الاقتصادي السلوكي وعالم النفس التجريبي دانيال كانمان على جائزة نوبل في العلوم الاقتصادية لعمله في هذا المجال.
افترضت نظرية الاختيار العقلاني وجود نتيجتين من الخيارين الناتجين عن أفعال الإنسان. يختار المرء أولًا المنطقة المقبولة (منطقة الحلول الممكنة) من بين كافة الأفعال المتاحة والمرتبطة بها. ثانيًا، وبعد انتقاء الخيار المفضل، يجري انتقاء المنطقة المقبولة المختارة سابقًا بناءً على قيود مالية أو قانونية أو اجتماعية أو مادية (جسدية) أو عاطفية قد يواجهها العميل. وفي النهاية، يجري انتقاء الخيار المناسب وفق الترتيب التفضيلي لدى الفرد.
يختلف مفهوم العقلانية المستخدم في نظرية الاختيار العقلاني عن الاستخدام المتداول والفلسفي للكلمة. فيشير السلوك «العقلاني» في هذا السياق إلى «الأسلوب الحكيم» و«المتوقع»، أو الأسلوب «المتفكّر وصافي الذهن». تلجأ نظرية الاختيار العقلاني إلى تعريف محدودٍ وضيّق للعقلانية، فيمكن تعريف السلوك العقلاني -بأبسط شكل- على أنه السلوك الموجّه بالهدف الذي يتصّف بالتأمل (أي سلوك تقييمي) والتناغم (على مرّ الزمن وفي حالات مختلفة من الخيارات). يتناقض هذا التعريف مع السلوك الذي يتصف بالعشوائية والاندفاع والخاضع للإشراط الكلاسيكي، ويتناقض أيضًا مع المحاكاة (السلوك غير القابل للتقييم).
افترض اقتصاديّو المدرسة التقليدية المحدثة الذين كتبوا عن الاختيار العقلاني، مثل وليم ستانلي جيفونز، أن العملاء الذين يفضلون الخيارات الاستهلاكية يهدفون إلى تعظيم سعادتهم أو منفعتهم. تصنف النظرية المعاصرة الاختيار العقلاني ضمن مجموعة من مسلّمات الاختيار التي يجب إشباعها، ولا يحددون عادة السبب (التفضيلات أو الرغبات) الذي ينطلق منه الفرد لتحقيق الأهداف. تفرضُ النظرية إجراء تصنيف ثابتٍ للبدائل. يختار الأفراد تنفيذ أفضل الإجراءات المتاحة وفق تفضيلاتهم الشخصية والقيود التي تواجههم جراء اختيار هذا الخيار. فعلى سبيل المثال، لا يعد تفضيل لحوم السمك على لحوم الدواجن خيارًا لاعقلانيًا، لكن اللاعقلانية تنتج عن تفضيل لحوم السمك على لحوم الدواجن في حالات معينة، ثم تفضيل الأخير على الأول في حالات أخرى، من دون وجود أي تغيرات بين الحالتين.

## تاريخ
المبادئ الأساسية لنظرية الاختيار العقلاني اشتقت من النظريات الاقتصادية الكلاسيكية الحديثة في علم الاقتصاد السياسي مثل نظرية المباريات Theory Games، وبفضل الجهود التي قام بها جيمس كولمان عام 1989 حيث أصبحت نظرية الاختيار العقلاني من النظريات الهامة لعلم الاجتماع المعاصر، و كذلك بناء على مجموعة من النماذج المتغيرة، قدم فريدمان و هيكتار (1998) ما وصفاه بأنه نموذج هيكلي لنظرية الاختيار العقلاني حيث يتضح أن الفرد هو الوحدة الأساسية لعملية التحليل.

## عناصر الاختيار
من أجل تبرير أو تفسير الفعل المعين فإن نظرية الاختيار العقلاني (Rational Choice) تلجأ إلى ثلاثة عناصر أساسية تحكم الحالة التي تقتضي الاختيار:
- زمرة مسارات الفعل العقلاني الممكنة والتي تستوفي جميع أنواع المحددات (فيزيائية، منطقية، اقتصادية).
- زمرة الاعتقادات العقلانية المتعلقة بالعلاقات السببية في واقعة الاختيار والتي تحدد مآلات (Outcomes) المسارات المختلفة للأفعال.
- الترتيب الذاتي للمسارات المختلفة للأفعال مستمداً من ترتيب النتائج المتوقع أن تؤدي إليها هذه المسارات.

ولكي يكون الإنسان عقلانياً في فعله في الحالة المعينة فإنه ينبغي عليه اختيار ذلك المسار الأعلى ترتيباً في زمرة مسارات الفعل الممكنة؛ ولعل نظرية سلوك المستهلك في علم الاقتصاد هي مثال لنظرية الاختيار العقلاني.

## حالات الاختيار
يمكن تقسيم حالات الاختيار على مستويين:
- هناك تفريق بين المعلومات التامة وتلك الناقصة فيما يتعلق بالنتائج التي سوف تترتب على المسارات المختلفة التي سوف يتبعها الفعل. فحالات الاختيار التي تكون فيها المعلومات ناقصة تتصف بالمخاطرة وعدم اليقين . في هذه الحالة فإن الاختيار العقلاني يقتضي تفضيل ذلك الخيار الذي يعظم المنفعة المتوقعة.
- هناك أيضا تفريق بين القرارات المحددة والقرارات الاستراتيجية. في الحالة الأولى يواجه الشخص بمحددات خارجية يقوم أولاً بتقديرها بأحسن ما يستطيع ثم يختار ما يمكن فعله. أما الحالات الاستراتيجية فهي تتميز بالاعتماد المتبادل للقرارات. قبل أن يتخذ الشخص قراره بالفعل المناسب فإن عليه أن يقوم بعملية توقع وتحسب لما يمكن أن يفعله الآخرون.

## النتائج المتوقعة
إن النتائج المتوقعة من الأفعال تتوزع عبر الزمان؛ فبعضها يكون عائده سريعاً بينما خيار آخر قد يكون عائده أكبر ولكنه يتأخر في الزمان. ولكي نختار بين مسارات الأفعال البديلة ذات النتائج المختلفة زمنياً فينبغي أن تكون لنا طريقة عقلانية في الموازنة بين منافعها التي تتحقق في أزمنة مختلفة.
إن التفسير الذي ينبني على أن الأعمال بالنيات يعني أن نكون قادرين على التدليل الواضح على علاقة ثلاثية الأبعاد بين السلوك (B) وزمرة الاعتقادات والإدراكات (C) التي يحملها الشخص صاحب السلوك وزمرة مقاصده (D). هذه العلاقة تنبني على ثلاثة شروط وهي:
أولاً: المقاصد والاعتقادات هي الدواعي للفعل؛ أي: إذا ثبتنا الاعتقادات (C) فإن الفعل (B) هو أفضل وسيلة لتحقيق المقاصد (D).
ثانياً: المقاصد والاعتقادات كانت السبب في الفعل؛ أي: (C) و(D) تسببت في (B).
ثالثاً: لكي يكون التفسير عقلانياً فلابد من الوفاء بالشرط الثالث وهو: (C) و (D) تسببت في (B) كدواعي له.

وكمثال لشرح نظرية الاختيار العقلاني قضية ارتفاع معدلات الطلاق في الولايات المتحدة الأمريكية في العصر الحديث. 
John Scanzoni جون سكانزوني مثلا استخدم هذا المدخل (نظرية الاختيار العقلاني) ليبرهن أن الاقتصاد الحضري، ارتفاع الأجور، والفرص الوظيفية المتزايدة للنساء عوامل حاسمة لأنها جعلت من الطلاق خيارا ممكنا ماليا ويمكن للنساء استخدامه وبأعداد متزايدة. بالإمكان أن ندرك ما قصده سكانزوني إذا تخلينا امرأتين في أواخر الثلاثينيات من العمر، الأولي زوجة فلاح  في القرن التاسع عشر والثانية امرأة معاصرة في لوس أنجلس أو باريس. الأولى هي في الغالب مقيدة للبقاء مع زوجها حتى لو كان سكيرا وعنيفا. لا وجود لوظائف في محيطها لامرأة عازبة واحدة فما بالك بامرأة مطلقة ومعها أطفالها.

## راجع أيضا
- الفردية المنهجية